# 米洛什·米蒂奇
米洛什·米蒂奇（1987年12月4日—2018年9月9日），塞尔维亚男子田径运动员。他曾代表塞尔维亚参加2016年夏季残疾人奥林匹克运动会田径比赛，获得男子掷棒F51级银牌。